# Rodrigo Duterte
Rodrigo „Rody“ Roa Duterte (přezdívaný Digong; * 28. března 1945 Maasin, Filipíny) je filipínský právník a politik, který byl 9. května 2016 zvolen 16. prezidentem Filipín, do úřadu nastoupil 30. června 2016, kde nahradil Benigna Aquina III. V úřadu skončil 30. června 2022.

## Život

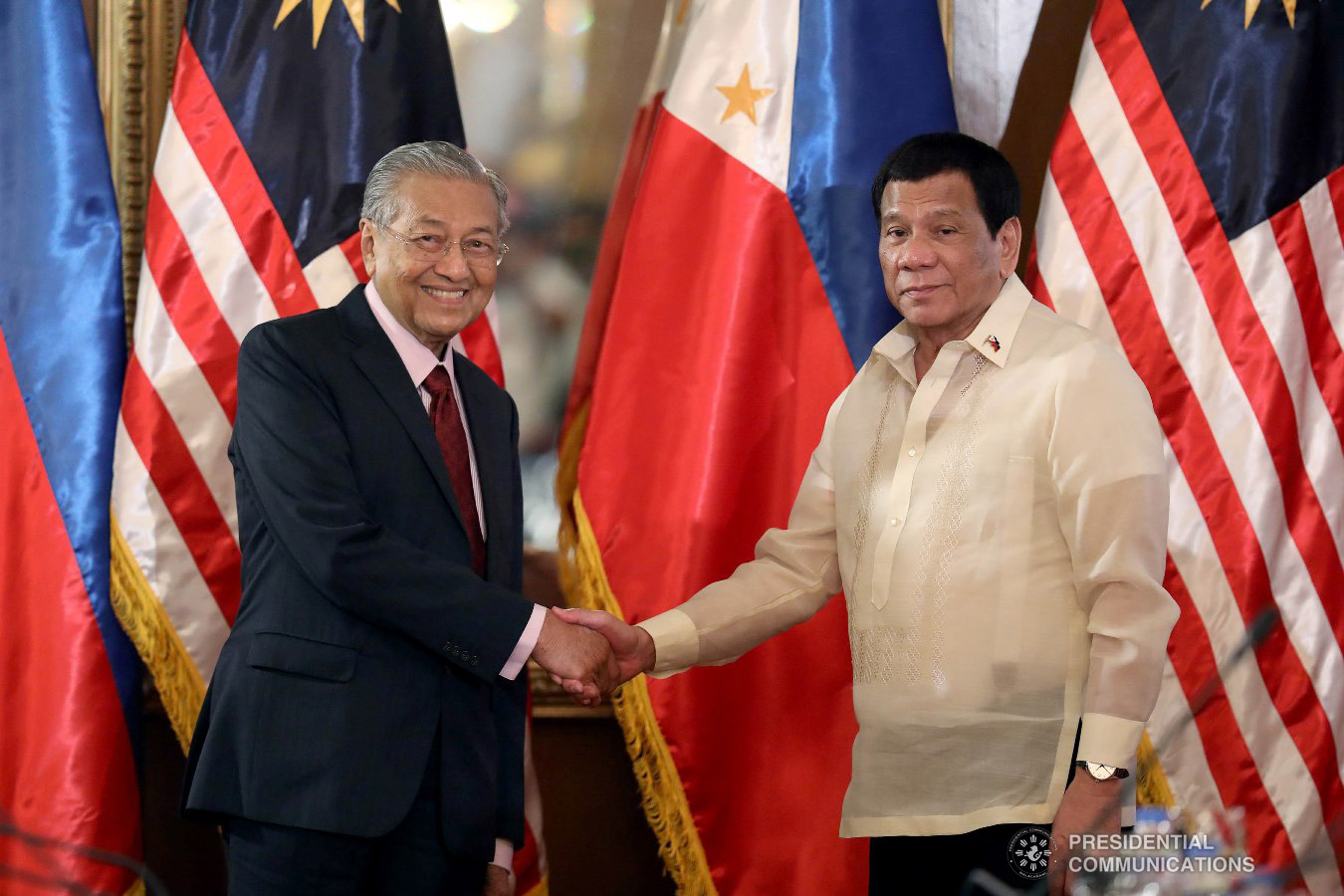
Dutertovi a Předseda vlády Malajsie Mahathir Mohamad (7. března 2019)

Před nástupem do úřadu prezidenta byl 22 let starostou města Davao na ostrově Mindanao. Zastupuje politickou stranu přezdívanou zkráceně PDP-Laban (celým jménem Partido Demokratiko Pilipino-Lakas ng Bayan, tj. Filipínská demokratická strana-Lidová moc).
V červenci 2016 prezidentu Dutertovi důvěřovalo 91 % dotázaných Filipínců, což z něho činilo nejpopulárnějšího filipínského politika.
V říjnu 2021 Rodrigo Duterte oznámil, že v roce 2022 nebude kandidovat na viceprezidenta a odejde z politického života.

## Kontroverze
Je známý jako řečník bez skrupulí, který se často uchyluje k nevybíravým a kontroverzním výrokům na různá témata. Sám sebe prezentuje jako nekompromisního bojovníka proti kriminalitě, zejména drogám, a také proti korupci. V té souvislosti prohlásil, že jako prezident bude chtít těly zločinců nakrmit ryby v Manilské zátoce nebo že by rád vyhladil tři miliony narkomanů v zemi. V této souvislosti se pak přirovnal k Adolfu Hitlerovi, za což se později omluvil.

### Protidrogová válka
Od jeho nástupu do funkce v červnu 2016 do října 2016 bylo při protidrogové válce zabito přes 3500 drogových dealerů, pašeráků a uživatelů. K listopadu 2016 to už bylo 5800 lidí, z toho podle listu The New York Times nejméně 2 tisíce obětí má na svědomí policie, zbytek místní lidé. Duterte do funkce policejního prezidenta jmenoval jeden den po svém nástupu do úřadu svého třicetiletého kamaráda Ronalda dela Rosu přezdívaného „Skála.“ Ten řídí zásahy policie a vykonává vůli prezidenta. Stejně jako prezident se těší značné popularitě, přitom předpokládá ještě 20 až 30 tisíc obětí. Oběti se povalují všude po městě, mají hlavy omotané páskou a u sebe výstražné protidealerovské a protinarkomanské kartonové cedule.
Dalších 36 tisíc lidí bylo zadrženo během protidrogové akce „Projekt Tokhang“, kdy lidé ze sousedství vytipovávají podezřelé z narkomanie a dealerství. Domy pak obchází úředníci a samozvaná maskovaná domobrana a vynucují souhlas s tím, že přestanou užívat drogy. Kvůli tomu, že se pak stanou tito lidé často jejich oběťmi, je vytipovávání přezdíváno „vražedný seznam“. Nejmladší obětí je pětiletá vnučka dědečka, kterou trefila jedna ze tří kulek určených jemu.

### Další kontroverze
Ostře se vyjadřuje i k zahraniční situaci. Například řekl, že osobně dojede na vodním skútru na ostrovy, které Čína okupuje v Jihočínském moři na úkor Filipín, aby tam vztyčil filipínskou vlajku. Neváhá ovšem používat ostré výroky ani ve vztahu k dalším zahraničním velmocem. Prohlásil, že Spojené státy se stále neomluvily za zvěrstva spáchaná na Filipíncích během filipínsko-americké války v průběhu americké kolonizace Filipín na počátku 20. století a také obvinil Spojené státy a Spojené království z destabilizace Blízkého východu v důsledku války v Iráku a vojenské intervence v Libyi. Dokonce se hrubě vyjádřil o papeži Františkovi, kvůli jehož návštěvě v Manile došlo k rozsáhlým dopravním zácpám. Sám se hlásí k tomu, že se v prezidentské funkci hodlá chovat jako diktátor, aby mohl dosáhnout potlačení kriminality a korupce ve státě.
V říjnu 2016, po kritice ze strany Spojených států a poté co označil amerického prezidenta Obamu za zkurvysyna, oznámil Duterte změnu zahraniční politiky a počátek sbližování s Čínou.
V dubnu 2021 nabádal policisty a vojáky, aby zastřelili každého, kdo bude porušovat nařízené restrikce. V červnu 2021 pak, dle jeho slov „znechucen odpírači očkování“, pohrozil Filipíncům, že pokud se nenechají očkovat, dá je zavřít.
V březnu 2025 byl na základě zatykače Mezinárodního trestního soudu v Haagu zadržen filipínskou policí a odeslán do Haagu.